# Epipactis cardonneae
Epipactis cardonneae là một loài thực vật có hoa trong họ Lan. Loài này được J.M.Lewin mô tả khoa học đầu tiên năm 2001.